# Hijas de Ægir

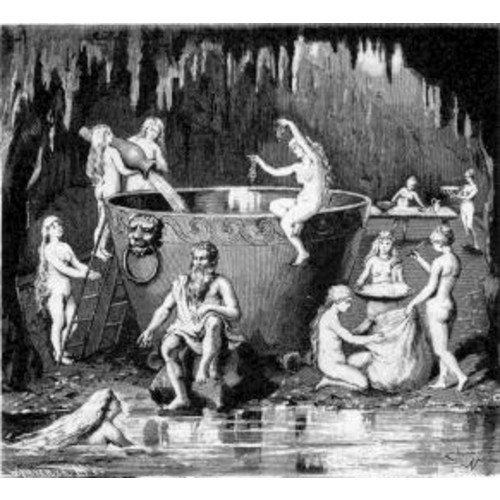
Ægir, Ran y sus nueve hijas elaborando cerveza en una gran olla.

En la mitología nórdica, Ægir y Ran tienen nueve hijas, algunas veces llamadas doncellas de las olas. Sus nombres son nombres poéticos para las olas. Puede que sean las nueve madres de Heimdall.
En la sección Skáldskaparmál de la Edda en Prosa de Snorri Sturluson los nombres de las hijas de Ægir están registrados.
Las hijas de Ægir y Ran eran nueve, y sus nombres están registrados aquí: Himinglæva, Dúfa, Blódughadda, Hefring, Udr, Hrönn, Bylgja, Dröfn, Kólga. - Traducción de Brodeur
Brodeur da las siguientes traducciones de los nombres:
- Himinglæva - Aquella a través de la cual se puede ver el cielo.
- Dúfa - La que dirige.
- Blódughadda - Cabello ensangrentado.
- Hefring - La que se levanta.
- Udr - Ola espumante.
- Hrönn - Ola dispuesta.
- Bylgja - Oleada.
- Dröfn - Mancha de espuma.
- Kólga - La fresca.

En la mitología griega se puede confundir con las sirenas antepasadas; las oceánides.